# Tržačka Raštela
Tržačka Raštela (en cyrillique : Тржачка Раштела) est un village de Bosnie-Herzégovine. Il est situé dans la municipalité de Cazin, dans le canton d'Una-Sana et dans la fédération de Bosnie-et-Herzégovine. Selon les premiers résultats du recensement bosnien de 2013, il compte 283 habitants.

## Géographie
Le village est situé sur la rivière Korana qui, à cet endroit, marque la frontière entre la Bosnie-Herzégovine et la Croatie. Il se trouve à 1 km au sud du village de Tržac.

## Histoire
C'est à Tržačka Raštela, sur le pont aujourd'hui fermé qui franchit la Korana, que le 6 août 1995 les généraux Atif Dudaković, commandant du 5e corps de l'Armée de la république de Bosnie-Herzégovine tenant la Poche de Bihać, et Marjan Mareković, commandant de la région militaire de Zagreb qui venait de libérer la Lika de l'occupation serbe avec l'Armée croate au titre de l'opération Oluja, ont fait leur jonction. Le général Dudaković était accompagné des colonels Ivan Prša, commandant du Conseil de défense croate (HVO) à Bihać et Mirsad Selmanović, chef d'état-major du 5e corps ; le général Mareković était flanqué de deux adjoints, ainsi que de Miroslav Tuđman, fils du président d'alors de la République croate.
Le 22 juillet de la même année, les présidents de Croatie et de Bosnie-Herzégovine Franjo Tuđman et Alija Izetbegović avaient signé à Split un accord militaire de défense, notamment pour empêcher les armées de la Serbie dirigées par Mile Mrkšić d'envahir la poche de Bihać et massacrer ses habitants comme elle l'avait fait à Srebrenica.

## Démographie

### Évolution historique de la population
| 1948 | 1953 | 1961 | 1971 | 1981 | 1991 | 2013 |
| ---- | ---- | ---- | ---- | ---- | ---- | ---- |
| -    | -    | 454  | 177  | 264  | 303  | 283  |

|  |

### Communauté locale
En 1991, la communauté locale de Tržačka Raštela comptait 5 908 habitants, répartis de la manière suivante :